# Веља Жуњић
Веља Жуњић (Лајковац, 16. децембар 1979) српски је књижевник.
Рођен је 16. децембра 1979. године у Лајковцу, гдје је завршио основну и средњу школу. Дипломирао је на Рударско-геолошком факултету у Београду 2004. Роман првенац "Шампитица", објавио је 2012. Три године касније написао је роман "Боја твога имена" а 2017. год. и роман "Лајковчанка". На 
62 Међународном београдском сајму књига, Народна библиотека Зворник је представила своје најновије издање роман "Лајковчанка" аутора Веље Жуњића.

## Дјела
- Шампитица
- Боја твога имена
- Лајковчанка
- Старлетан - позоришна драма